# Saint Vincent i Grenadyny na Letnich Igrzyskach Olimpijskich 2000
Saint Vincent i Grenadyny na Letnich Igrzyskach Olimpijskich 2000 reprezentowało 4 zawodników: 2 mężczyzn i 2 kobiety.

## Skład kadry

### Lekkoatletyla
- Pamenos Ballantyne – maraton mężczyzn (31. miejsce)
- Natasha Mayers – bieg na 100 m kobiet (odpadła w 1 rundzie eliminacji)

### Pływanie
- Stephenson Antonio Wallace – 50 m stylem dowolnym (odpadł w eliminacjach)
- Teran Matthews – 50 m stylem dowolnym (odpadła w eliminacjach)